# Près (voile)
Pour un article plus général, voir Allure (marine).
Pour les articles homonymes, voir Près.

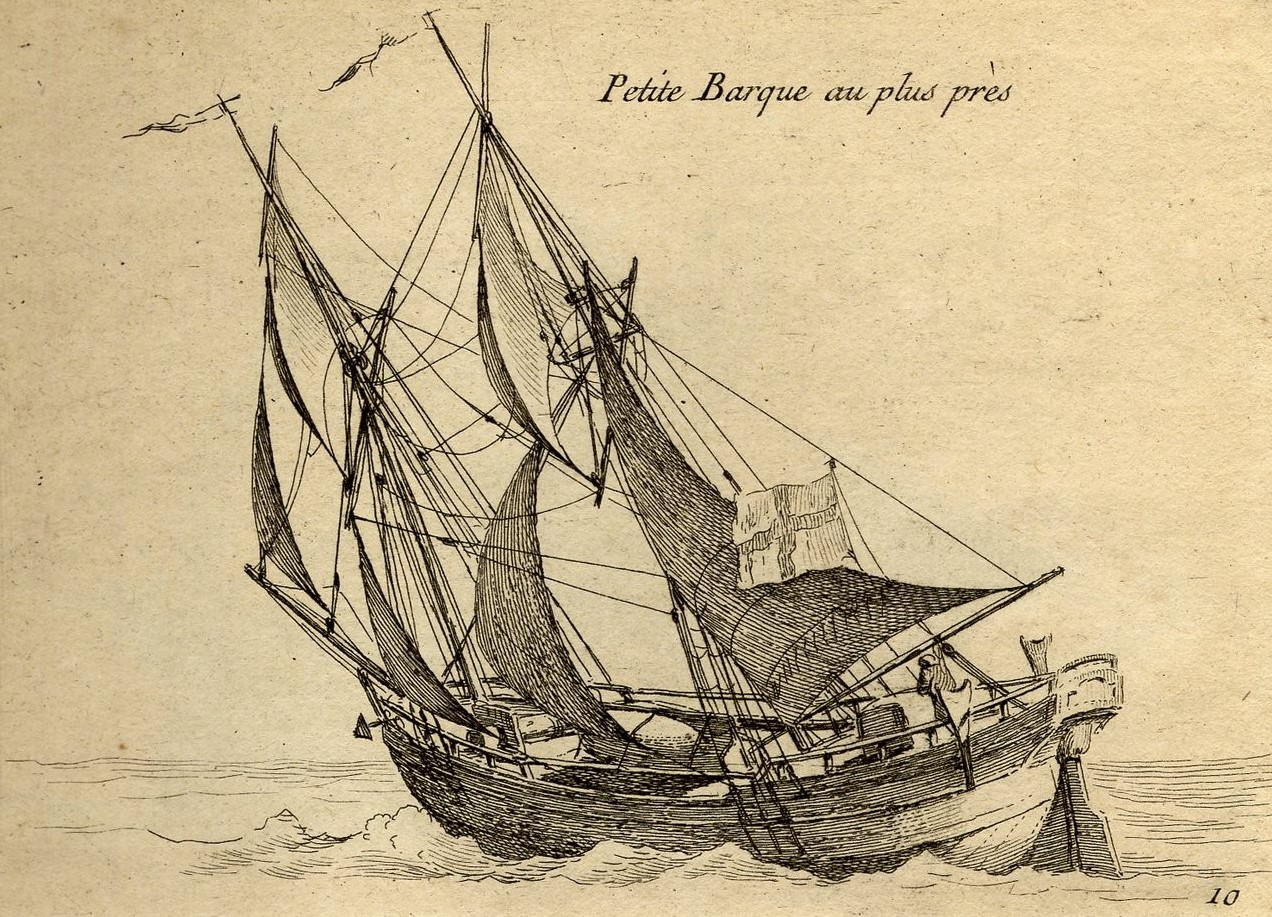
Barque naviguant au plus près. (Gravure de 1813).

Naviguer au près se dit de l'allure pour un voilier qui remonte au plus près du vent, c'est-à-dire qui remonte au plus près du lit du vent (la direction d'où souffle le vent).
Il existe deux allures de près :
- Le « près serré » lorsque le vent fait un angle entre 30 et 40 degrés avec l'axe d'avancée du bateau. Ces angles dépendent de nombreux facteurs, notamment le type de voile, la vitesse du vent, etc..
- Le « près bon plein » lorsque le vent fait un angle d'environ 45 à 60 degrés avec l'axe d'avancée du bateau.

Au-delà, on parle de « petit largue »,« travers », « grand largue » et « vent arrière ».